# Rene Carter
Mario Rene Carter (ur. 23 lipca 1987 na Kajmanach) – kajmański piłkarz występujący na pozycji pomocnika w kajmańskim klubie Elite SC.
Carter karierę rozpoczął w 2007 roku w klubie Scholars International FC. Rok później przeszedł do Elite SC. W sezonie 2011/2012 z tą drużyną zajął drugie miejsce w lidze.
W barwach reprezentacji Kajmanów zadebiutował 31 marca 2012 w przegranym 1:3 meczu w eliminacjach do MŚ 2010 z reprezentacją Bermudów. Dotychczas rozegrał 13 meczów, w których zdobył jedną bramkę.